# Жароміцні матеріали
Жароміцні́ матеріа́ли — конструкційні матеріали, що відзначаються високим опором пластичній деформації та руйнуванню в умовах високих температур та дії окиснювальних середовищ.

## Жароміцні метали і сплави

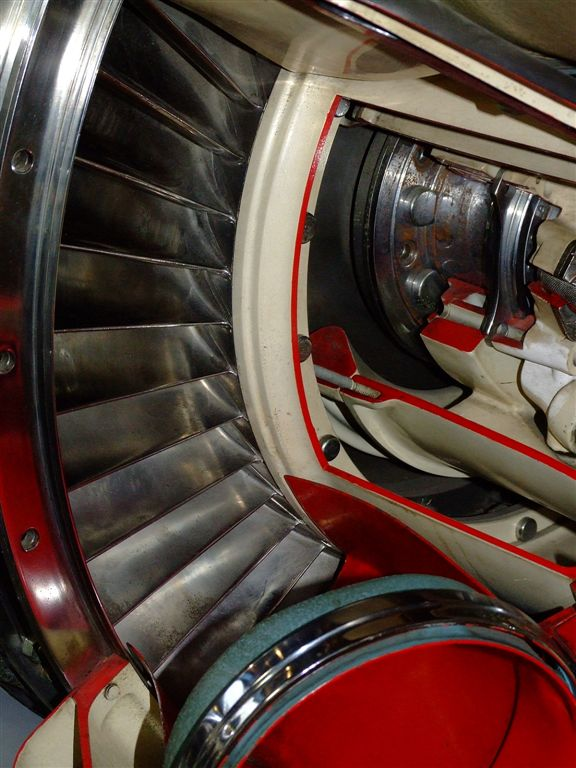
Лопатки турбіни із жароміцного сплаву Nimonic 80A у двигуні «Rolls-Royce Nene»

До жароміцних сплавів (суперсплавів) належать сплави на нікелевій (німонік, інконель), залізо хромонікелевій (тінідур, хромадур), кобальтовій (стеліт) або мішаній основі, що відзначаються жароміцністю. Основними властивостями жароміцних сплавів є високий опір повзучості і втомності та тривала міцність.
Жароміцність сплавів зумовлюється структурою, у якій рівномірно розподілені частинки інтерметалевих сполук, боридів та ін. Така структура виникає внаслідок термічної обробки (гомогенізуючого гартування і старіння металів), що приводить до гетерогенізації (неоднорідності) мікроструктури, а також у процесі легування тугоплавкими хімічними елементами (вольфрамом, молібденом, ванадієм) і елементами-зміцнювачами (титаном, алюмінієм, ніобієм, бором). Крім того, її формують, зменшуючи вміст свинцю, олова, сурми, вісмуту і сірки, додаючи рафінуючі елементи (кальцій, церій, барій і бор). Якщо вироби з жароміцних сплавів призначені для тривалої експлуатації при температурі понад 800°С, їхню поверхню додатково піддають дифузійній термохімічній обробці (алітуванню, хромоалітуванню, емалюванню, нанесенню тугоплавких оксидів тощо). Різновид жароміцних сплавів — сплави, зміцнені дисперсними частинками тугоплавких оксидів або високоміцними волокнами. Жароміцні сплави застосовують для виготовлення деталей парових і газових турбін, авіаційних, суднових і залізничних газотурбінних двигунів, в енергетичному машинобудуванні тощо.

## Жароміцні неметалеві матеріали
До жароміцних неметалевих матріалів, що знайшли найбільше використання належать графіт і спеціальна кераміка, які здатні працювати за температур понад 1000°С. Унікальною властивістю графіту є зростання модуля пружності і міцності. При нагріванні до температури 2200…2400 °С міцність графіту підвищується на 60 % і лише при ще вищих температурах він втрачає міцність. Повзучість у графіту проявляється за температур, вищих від 1700°С і характеризується малою швидкістю. Керамічні матеріали на основі SiC, Si3N4 і системи Si-Al-O-N є легкими, міцними і зносостікими речовинами. Як конструкційні жароміцні матеріали використовуються у двигунах внутрішнього згоряння для виготовлення поршнів, головок блоків циліндрів тощо. Керамічні детали можуть працювати при температурах: до 1500°С (Si3N4) і навіть — 1800°С (SiC). Вони є стійкими до корозії та ерозії, не бояться перегрівання та не потребують примусового охолодження. Недолік високотемпературної кераміки — це крихкість.